# Voiture GC
Construites par les Chemins de fer de l'État belge (la compagnie publique qui donnera naissance à la SNCB en 1926), les voitures GC (pour Grande Capacité) sont des voitures à caisse en bois, posée sur un châssis métallique à trois essieux et équipées pour la chauffe par conduits de vapeur. Elles ne sont pas munies de l'intercirculation et seule une partie des voitures GC est dotée de couloirs et/ou de toilettes.

## Historique
Durant le XIXe siècle, les Chemins de fer de l'État belge ont vécu l'intégration de plusieurs compagnies ferroviaires privées et comptent essentiellement des voitures pour voyageurs de faible capacité à deux essieux. Le principe des voitures à bogies n'est pas encore mis en œuvre, et pour l'augmentation de la capacité des trains, cette compagnie envisage en 1880 d'imiter ses voisines françaises et allemandes en faisant construire des voitures à trois essieux. La présence de trois essieux augmente le confort et permet de construire des voitures plus longues, en revanche, la présence d'un essieu central augmente notablement le poids mort ; c'est pour cette raison que plusieurs compagnies (PO, Midi, compagnies italiennes...) choisirent de continuer massivement la mise au point de modèles à deux essieux.
En Belgique, le concept avait été testé sur des fourgons à bagages avec succès dès 1882.
En 1885, 8 voitures prototypes sont construites, suivies entre 1888 et 1900 par 1555 autres voitures de série.
En fait, on peut difficilement parler de série tant il exista de variantes, que ce soit par leur longueur ou le nombre de compartiments. De nombreuses entreprises participèrent à la livraison partout dans le pays.
Comme les voitures à deux essieux, les premières séries ne comportent ni WC, ni couloir. Les voyageurs étaient donc priés de prendre leurs précautions, et les contrôleurs prenaient quotidiennement des risques en passant d'un compartiment à l'autre via les marchepieds extérieurs.
Vint ensuite des voitures disposant de un à trois WCs (référencés "wc" dans le tableau en haut à droite). En l'absence de couloirs, ceux-ci étaient généralement équipés de deux portes pour desservir deux compartiments contigus. Aussi était-il fréquent, surtout sur les voitures de troisième classe, que tous les compartiments n'aient pas d'accès direct aux WCs. Il fallait alors profiter d'un arrêt pour changer de compartiment quand l'envie se faisait sentir.
Enfin, on équipa les dernières voitures - soit environ 1/3 du parc, référencés "wc c" dans le tableau - de couloirs réduisant la capacité des voitures. Ceux-ci permettaient d'accéder à des WCs en bout de couloir. L'espace perdu pour ces couloirs étant moindre que celui nécessaire  pour rendre un WC accessible directement depuis chaque compartiment. Il faut noter que ces couloirs n'étaient pas accompagnés d'intercirculation, de sorte que le contrôleur devait soit utiliser les marchepieds, soit attendre un arrêt pour changer de véhicule. Raison pour laquelle les Chemins de fer de l'État introduiront dès 1900 l'intercirculation dans les voitures GCI.
Cependant, les améliorations de confort comme l'introduction de couloirs, suivies par la commande des voitures GCI, eurent pour effet de diminuer le nombre de places offertes par voiture, avec pour conséquence une augmentation du poids mort par passager. Autour de 1900, cette diminution du nombre de places ne pouvait être compensée qu'en augmentant la longueur, et donc le poids des trains.
Les caisses de ces voitures disposaient de deux portes par compartiment pour accéder de l'un ou l'autre côté. Chaque compartiment dispose de deux longues banquettes de 2,4 m (allant d'une paroi à l'autre) où 5 à 6 voyageurs (au moins 4 dans les classes supérieures) peuvent prendre place.

## Services

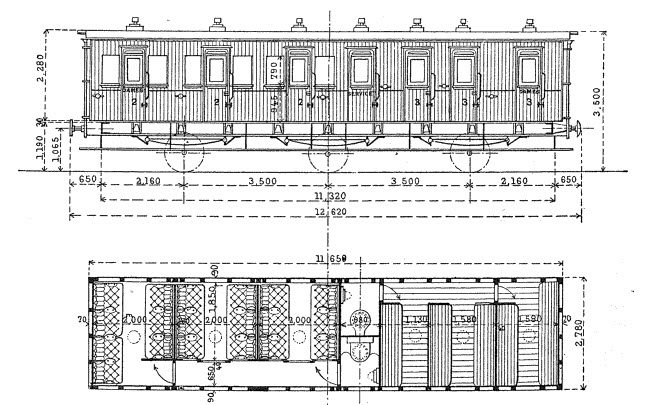
Voiture no 6426 (future 6451), prototype de 2e et 3e classe présentée à l'exposition universelle de 1900.

Classiquement, ces voitures ont d'abord été introduites sur les relations grandes lignes, surtout celles munies de toilettes. L'arrivée des voitures GCI, assez similaires en termes de capacité mais plus faciles à desservir les relègue rapidement aux relations semi directes puis aux trains omnibus, locaux et aux trains d'ouvriers.
Après la Première Guerre mondiale, un grand nombre de voitures GCI et GC étaient détruites ou manquantes, les différentes compagnies de chemin de fer allemandes durent céder à la Belgique des voitures à voyageurs dont un millier de voitures à trois essieux et à portières latérales, sans intercirculation. Ces voitures, dont beaucoup avaient été construites entre 1905 et 1918, contribuèrent au déclin des voitures GC, plus anciennes.
Dans les années 1930, la mémoire de plusieurs accidents ferroviaires poussent la nouvelle SNCB à remplacer les voitures en bois, trop fragiles en cas d'accident avec une locomotive, par des voitures à caisses métalliques.
Les dernières voitures GC furent retirées du service par la SNCB en 1935. Certaines seront reconverties en véhicules de chantier pour les services de l'infrastructure. Les voitures GCI survécurent et les voitures ex-prusse survécurent à la Seconde Guerre mondiale et les dernières furent retirées du service commercial dans les années 1960.
Plusieurs voitures GC eurent droit à un sursis après avoir été rachetées par de grandes industries et des charbonnages pour le transport d'ouvriers sur de courtes distances.[réf. nécessaire]

## Préservation
Aucune voiture de ce type n'est préservée.
- Certaines avaient été incorporées au train royal de Léopold II ; de ce train, seules les voitures à bogies destinées au Roi ainsi qu’un wagon couvert ont été conservés.
- Une maquette à l'échelle 1/10 d'une voiture GC de troisième classe à huit compartiments est visible au musée Train World.

## Sources